# Primera División 2012 (vrouwenvoetbal Uruguay)
Het seizoen 2012 van de Primera División was het zestiende seizoen van de hoogste Uruguayaanse vrouwenvoetbalcompetitie. Deze editie werd ook wel Torneo Uruguay 2012 Azerbaiyán genoemd vanwege de deelname van de nationale onder-17-ploeg aan het wereldkampioenschap in Azerbeidzjan. Het seizoen liep 30 september tot 15 december 2012. De landstitel werd voor de eerste keer door CA Cerro gewonnen.

## Teams
Er namen veertien ploegen deel aan de Primera División tijdens het seizoen 2012. Tien daarvan hadden vorig seizoen ook meegedaan, Montevideo Wanderers FC keerde terug in de competitie nadat ze zich vorig seizoen hadden teruggetrokken en CA Peñarol, Rocha FC en Salto City FC debuteerden in de Primera División.
In eerste instantie ontbrak CD San Francisco op de deelnemerslijst. maar zij deden uiteindelijk toch mee onder de naam San Francisco–Canelones.
| Club                       | Stad        | Vorig seizoen |
| -------------------------- | ----------- | ------------- |
| CA Bella Vista             | Montevideo  | 4e            |
| CA Cerro                   | Montevideo  | 2e            |
| Colón FC                   | Montevideo  | 3e            |
| Huracán FC                 | Montevideo  | 6e            |
| Montevideo Wanderers FC    | Montevideo  | Geen deelname |
| Club Nacional de Football  | Montevideo  | 1e            |
| CA Peñarol                 | Montevideo  | Geen deelname |
| Racing Club de Montevideo  | Montevideo  | 9e            |
| Rocha FC                   | Rocha       | Geen deelname |
| Salus FC                   | Montevideo  | 5e            |
| Salto City FC              | Salto       | Geen deelname |
| CD San Francisco–Canelones | Las Piedras | 8e            |
| Club Seminario             | Montevideo  | 10e           |
| Udelar                     | Montevideo  | 7e            |

## Competitie-opzet
De competitie werd in een halfjaar gespeeld. De deelnemende ploegen werden verdeeld in twee groepen waarin een halve competitie werd afgewerkt. De top-vier uit elke groep kwalificeerde zich voor de Copa de Oro (Gouden Beker) waar in een knock-outsysteem werd gestreden om de landstitel. De overige deelnemers plaatsten zich voor de Copa de Plata (Zilveren Beker), een troosttoernooi met de negende plaats als inzet.
Oorspronkelijk zou de competitie met dertien ploegen gespeeld worden van 12 augustus tot 11 november, waarbij van 9 september tot 28 oktober niet zou worden gespeeld vanwege de deelname van de Uruguayaanse ploeg aan het wereldkampioenschap onder 17. Wegens slecht weer werd de competitiestart vervolgens enkele malen uitgesteld. Uiteindelijk werd besloten om de competitie pas op 30 september te beginnen, mede vanwege de deelname van de nationale onder-17-ploeg aan het WK en de mogelijkheid dat een veertiende ploeg zou gaan deelnemen. CD San Francisco–Canelones deed vervolgens inderdaad als veertiende ploeg mee aan het kampioenschap. Hierdoor werd de opzet van de Copa de Plata ook gewijzigd.

### Kwalificatie voor internationale toernooien
Het seizoen 2012 zou gelden als kwalificatie voor de Zuid-Amerikaanse Copa Libertadores Femenina van 2013, indien Uruguay twee deelnemers daarnaar had mogen afvaardigen. De landskampioen mocht dan meedoen aan dat toernooi, dat in oktober en november 2013 in Foz do Iguaçu (Brazilië) werd gespeeld. Uiteindelijk mocht Uruguay slechts één deelnemer inschrijven, waardoor er in 2012 geen kwalificatie voor internationale toernooien te verdienen was.

## Groepsfase
De veertien deelnemende ploegen werden in twee groepen geplaatst. In Groep A zaten - met tussen haakjes de eindklassering van vorig seizoen - Club Nacional de Football (kampioen), Colón FC (derde), Salus FC (vijfde), Racing Club de Montevideo (negende), Club Seminario (tiende) en Montevideo Wanderers FC, dat zich vorig seizoen had teruggetrokken. Groep B bestond oorspronkelijk uit CA Cerro (tweede), CA Bella Vista (vierde), Huracán FC (zesde), Udelar (zevende) en de debutanten CA Peñarol, Rocha FC en Salto City FC. Later werd hier nog CD San Francisco–Canelones (vorig seizoen achtste) aan toegevoegd. De drie deelnemers die niet uit hoofdstad Montevideo kwamen (Rocha, Salto City en San Francisco–Canelones) zaten allemaal in Groep B.

### Groep A
Titelverdediger Nacional begon sterk in Groep A met twee ruime zeges zonder tegendoelpunten. In de derde speelronde versloegen ze Colón, de nummer drie van vorig seizoen, met 3–1. Ook Montevideo Wanderers had op dat moment nog geen punt laten liggen, maar zij hadden een wedstrijd minder gespeeld. Nacional versloeg vervolgens Wanderers met 3–0 en ook van Racing werd gewonnen, waardoor de Tricolores zonder puntverlies en met slechts één tegendoelpunt groepswinnaar werden. Ook Wanderers, Salus en Colón waren op dat moment al zeker van de kwartfinales, hoewel deze ploegen nog een inhaalwedstrijd moesten spelen om de precieze klassering te bepalen. Wanderers versloeg Salús en verzekerde zich van de tweede plaats. Colón werd na een overwinning op Seminario derde. De nummers vijf en zes (Racing en Seminiario) plaatsten zich voor de Copa de Plata.
|    | Club                      | Sp. | W | G | V | Pnt. | DV | DT | DS  |
| -- | ------------------------- | --- | - | - | - | ---- | -- | -- | --- |
| 1. | Club Nacional de Football | 5   | 5 | 0 | 0 | 15   | 32 | 1  | +31 |
| 2. | Montevideo Wanderers FC   | 5   | 4 | 0 | 1 | 12   | 16 | 3  | +13 |
| 3. | Colón FC                  | 5   | 3 | 0 | 2 | 9    | 17 | 8  | +9  |
| 4. | Salus FC                  | 5   | 2 | 0 | 3 | 6    | 8  | 17 | –9  |
| 5. | Racing Club de Montevideo | 5   | 1 | 0 | 4 | 3    | 5  | 21 | –16 |
| 6. | Club Seminario            | 5   | 0 | 0 | 5 | 0    | 3  | 31 | –28 |

### Legenda
| Kleur | Kwalificatie voor |
| ----- | ----------------- |
|       | Copa de Oro       |
|       | Copa de Plata     |

### Uitslagen
| Uitploeg →                | CFC   | MWFC  | CNdF   | RCM   | SFC   | Semi  |
| Thuisploeg ↓              | CFC   | MWFC  | CNdF   | RCM   | SFC   | Semi  |
| ------------------------- | ----- | ----- | ------ | ----- | ----- | ----- |
| Colón FC                  |       |       | 1 – 3  |       | 4 – 1 | 7 – 2 |
| Montevideo Wanderers FC   | 1 – 0 |       |        | 3 – 0 |       |       |
| Club Nacional de Football |       | 3 – 0 |        | 9 – 0 |       |       |
| Racing Club de Montevideo | 1 – 5 |       |        |       | 1 – 3 |       |
| Salus FC                  |       | 0 – 7 | 0 – 5  |       |       | 4 – 0 |
| Club Seminario            |       | 0 – 5 | 0 – 12 | 1 – 3 |       |       |

### Groep B
Bella Vista had de beste competitiestart in Groep B, met winst op Huracán en ook zeges tegen debutanten Peñarol en Salto City. Ook Cerro had van Huracán en Peñarol gewonnen, maar hun wedstrijd tegen Udelar ging niet door. In de vierde speelronde won Bella Vista met 3–1 van Cerro en verstevigden ze hun koppositie. Ook leed Cerro via de groene tafel een tweede verliespartij omdat de punten van de niet-gespeelde wedstrijd aan Udelar werden toegekend.
Ook nieuwkomer Salto City was goed aan de competitie begonnen; behalve de verliespartij tegen Bella Vista hadden ze alles gewonnen en ze stonden halverwege de groepsfase op de tweede plaats. In de een-na-laatste speelronde won Cerro van Salto City en kwamen ze op gelijke hoogte met de debutant. Ook Huracán deelde de tweede plek, zij hadden na twee verliespartijen hun volgende vier wedstrijden allemaal gewonnen.
Cerro, Huracán en Salto City waren op dat moment al zeker van de volgende ronde en de slotronde zou uitmaken wie er achter Bella Vista de tweede plaats zou veroveren. Cerro versloeg Rocha en Salto City en Huracán speelden onderling gelijk. Hierdoor veroverde Cerro de tweede plek. Salto City eindigde op doelsaldo derde, voor Huracán. De nummers vijf tot en met acht - Udelar, San Francisco–Canelones, Peñarol en Rocha - gingen verder in de Copa de Plata.
|    | Club                       | Sp. | W | G | V | Pnt. | DV | DT | DS  |
| -- | -------------------------- | --- | - | - | - | ---- | -- | -- | --- |
| 1. | CA Bella Vista             | 7   | 7 | 0 | 0 | 21   | 25 | 3  | +22 |
| 2. | CA Cerro                   | 7   | 5 | 0 | 2 | 15   | 21 | 6  | +15 |
| 3. | Salto City FC              | 7   | 3 | 2 | 2 | 13   | 17 | 12 | +5  |
| 4. | Huracán FC                 | 7   | 4 | 1 | 2 | 13   | 14 | 15 | –1  |
| 5. | Udelar                     | 7   | 3 | 0 | 4 | 9    | 11 | 12 | –1  |
| 6. | CD San Francisco–Canelones | 6   | 1 | 2 | 3 | 4    | 5  | 18 | –13 |
| 7. | CA Peñarol                 | 7   | 0 | 2 | 5 | 2    | 8  | 19 | –11 |
| 8. | Rocha FC                   | 6   | 0 | 1 | 5 | 1    | 3  | 19 | –16 |

### Legenda
| Kleur | Kwalificatie voor |
| ----- | ----------------- |
|       | Copa de Oro       |
|       | Copa de Plata     |

### Uitslagen
| Uitploeg →           | CABV  | CAC   | HFC   | CAP   | RFC   | SCFC  | CDSF–C | UdlR  |
| Thuisploeg ↓         | CABV  | CAC   | HFC   | CAP   | RFC   | SCFC  | CDSF–C | UdlR  |
| -------------------- | ----- | ----- | ----- | ----- | ----- | ----- | ------ | ----- |
| CA Bella Vista       |       |       | 3 – 0 |       |       | 2 – 0 | 4 – 0  | 6 – 1 |
| CA Cerro             | 1 – 3 |       | 8 – 0 |       |       | 3 – 0 |        |       |
| Huracán FC           |       |       |       | 3 – 1 | 3 – 1 |       | 5 – 0  | 2 – 1 |
| CA Peñarol           | 1 – 3 | 0 – 3 |       |       |       |       |        |       |
| Rocha FC             | 0 – 4 | 0 – 1 |       | 1 – 1 |       | 1 – 7 |        |       |
| Salto City FC        |       |       | 1 – 1 | 6 – 3 |       |       |        | 2 – 1 |
| CD San Fr.–Canelones |       | 0 – 5 |       | 2 – 2 | –     | 1 – 1 |        | 2 – 1 |
| Udelar               |       | 3 – 0 |       | 1 – 0 | 3 – 0 |       |        |       |

## Copa de Plata
De zes ploegen die zich niet hadden gekwalificeerd voor de kwartfinales streden om de Copa de Plata. Oorspronkelijk zou dit toernooi volgens een knock-outsysteem worden gespeeld, maar nadat San Francisco–Canelones als veertiende ploeg meedeed aan de competitie werd de opzet gewijzigd. De deelnemers speelden in twee groepen van drie en de groepswinnaars kwalificeerden zich voor de finale.

### Groep A
In deze groep zaten Racing Club de Montevideo (in de groepsfase vijfde in Groep A), CD San Francisco–Canelones (zesde in Groep B) en CA Peñarol (zevende in Groep B). Debutant Peñarol won de eerste wedstrijd tegen San Francisco–Canelones. In de tweede wedstrijd speelde de ploeg uit Canelones gelijk tegen Racing, waardoor ze uitgeschakeld waren. Op de slotdag had versloeg Peñarol ook Racing, waardoor ze zich kwalificeerden voor de finale.
|    | Club                       | Sp. | W | G | V | Pnt. | DV | DT | DS |
| -- | -------------------------- | --- | - | - | - | ---- | -- | -- | -- |
| 1. | CA Peñarol                 | 2   | 2 | 0 | 0 | 6    | 5  | 1  | +4 |
| 2. | Racing Club de Montevideo  | 2   | 0 | 1 | 1 | 1    | 2  | 3  | –1 |
| 3. | CD San Francisco–Canelones | 2   | 0 | 1 | 1 | 1    | 1  | 4  | –3 |

### Legenda
| Kleur | Kwalificatie voor    |
| ----- | -------------------- |
|       | Finale Copa de Plata |

### Uitslagen
| Uitploeg →                | CAP   | RCM | CDSF–C |
| Thuisploeg ↓              | CAP   | RCM | CDSF–C |
| ------------------------- | ----- | --- | ------ |
| CA Peñarol                |       |     | 3 – 0  |
| Racing Club de Montevideo | 1 – 2 |     | 1 – 1  |
| CD San Fr.–Canelones      |       |     |        |

### Groep B
Deze groep bestond uit Udelar (in de groepsfase vijfde in Groep B), Club Seminario (zesde in Groep A) en Rocha FC (achtste in Groep B). Rocha verloor in de eerste speelronde van Udelar en deelde vervolgens de punten met Seminario. In de laatste wedstrijd won Udelar ook van Seminario, waardoor ze zich als groepswinnaar kwalificeerden voor de finale. Rocha en Seminario eindigden dit seizoen allebei zonder overwinning in de competitie.
|    | Club           | Sp. | W | G | V | Pnt. | DV | DT | DS |
| -- | -------------- | --- | - | - | - | ---- | -- | -- | -- |
| 1. | Udelar         | 2   | 2 | 0 | 0 | 6    | 5  | 2  | +3 |
| 2. | Rocha FC       | 2   | 0 | 1 | 1 | 1    | 3  | 4  | –1 |
| 3. | Club Seminario | 2   | 0 | 1 | 1 | 1    | 3  | 5  | –2 |

### Legenda
| Kleur | Kwalificatie voor    |
| ----- | -------------------- |
|       | Finale Copa de Plata |

### Uitslagen
| Uitploeg →     | RFC   | Semi | UdlR  |
| Thuisploeg ↓   | RFC   | Semi | UdlR  |
| -------------- | ----- | ---- | ----- |
| Rocha FC       |       |      |       |
| Club Seminario | 2 – 2 |      | 1 – 3 |
| Udelar         | 2 – 1 |      |       |

### Finale
|                                    |                    |                                     |                                                   |                                                                          |
| 15 december 2012 16:00 uur (UTC−3) | CA Peñarol         | 1 - 3                               | Udelar                                            | Estadio Charrúa, Montevideo Scheidsrechter: Alejandra Trucidos (Uruguay) |
| 15 december 2012 16:00 uur (UTC−3) | J. Santestevan 41' | Verslag (Mundo del Fútbol Femenino) | 29' C. Rodríguez 56' J. Matos 85' (pen.) Contenti | Estadio Charrúa, Montevideo Scheidsrechter: Alejandra Trucidos (Uruguay) |

## Copa de Oro
De vier beste ploegen uit elke groep kwalificeerden zich voor de Copa de Oro, waarin werd gestreden om de landstitel. In de kwartfinales speelden de groepswinnaars uit beide groepen tegen de nummers vier uit de anderen groep en de nummers twee troffen de nummers drie uit de andere groep. De vier winnaars streden vervolgens om de medailles in de halve finale, de wedstrijd om de derde plek en de finale. Drie kwartfinales werden op 25 november gespeeld, de wedstrijd tussen Club Nacional de Football en Huracán FC werd een week later gespeeld vanwege de deelname van Nacional aan de Copa Libertadores Femenina 2012. De laatste twee speelrondes vonden plaats op 9 en 16 december.
In de kwartfinales waren er gezien de eindstanden in de groepen geen verrassingen: de winnaars en nummers twee uit beide groepen kwalificeerden zich. In de halve finales eindigden beide wedstrijden in een 1–1 gelijkspel, waardoor strafschoppen beslissing moesten brengen: Montevideo Wanderers FC en CA Cerro trokken aan het langste eind en kwalificeerden zich voor de finale. CA Bella Vista en Nacional, die allebei tot dan toe alles hadden gewonnen, namen het tegen elkaar op om het brons, waarin Nacional de betere bleek. In de finale tussen Cerro en Wanderers - twee ploegen die allebei nog nooit kampioen waren geworden - ging de winst naar de Cerro. In de eerste helft waren beide ploegen gelijkwaardig en ging Cerro rusten met een 2–1 voorsprong. Na rust wisten de Villeros dat met nog drie doelpunten uit te bouwen naar een 5–1 eindstand.

### Wedstrijdschema
|  | Kwartfinale | Kwartfinale | Kwartfinale                 |                      |                      | Halve finale | Halve finale | Halve finale |                              |                              | Finale                       | Finale                       | Finale |
|  |             |             |                             |                      |                      |              |              |              |                              |                              |                              |                              |        |
|  | B2          | Cerro       | 2                           |                      |                      |              |              |              |                              |                              |                              |                              |        |
|  | A3          | Colón       | 1                           |                      |                      |              |              |              |                              |                              |                              |                              |        |
|  | A3          | Colón       | 1                           |                      | B2                   | Cerro (n.s.) | 1 (3)        |              |                              |                              |                              |                              |        |
|  |             |             |                             |                      | B2                   | Cerro (n.s.) | 1 (3)        |              |                              |                              |                              |                              |        |
|  |             | A1          | Nacional                    | 1 (2)                |                      |              |              |              |                              |                              |                              |                              |        |
|  | A1          | A1          | Nacional                    | 1 (2)                | Nacional             | 10           |              |              |                              |                              |                              |                              |        |
|  | A1          |             |                             |                      | Nacional             | 10           |              |              |                              |                              |                              |                              |        |
|  | B2          | Huracán     | 0                           |                      |                      |              |              |              |                              |                              |                              |                              |        |
|  |             |             |                             |                      |                      |              |              |              |                              |                              | B2                           | Cerro                        | 5      |
|  |             |             | A2                          | Montevideo Wanderers | 1                    |              |              |              |                              |                              |                              |                              |        |
|  | B1          | Bella Vista | 4                           |                      |                      |              |              |              |                              |                              |                              |                              |        |
|  | A4          | Salus       | 0                           |                      |                      |              |              |              |                              |                              |                              |                              |        |
|  | A4          | Salus       | 0                           |                      | B1                   | Bella Vista  | 1 (1)        |              | Wedstrijd om de derde plaats | Wedstrijd om de derde plaats | Wedstrijd om de derde plaats | Wedstrijd om de derde plaats |        |
|  |             |             |                             |                      | B1                   | Bella Vista  | 1 (1)        |              | Wedstrijd om de derde plaats | Wedstrijd om de derde plaats | Wedstrijd om de derde plaats | Wedstrijd om de derde plaats |        |
|  |             | A2          | Montevideo Wanderers (n.s.) | 1 (2)                |                      |              |              |              |                              |                              |                              |                              |        |
|  | A2          | A2          | Montevideo Wanderers (n.s.) | 1 (2)                | Montevideo Wanderers | 2            |              |              |                              |                              |                              |                              |        |
|  | A2          |             |                             |                      |                      |              |              | B1           | Bella Vista                  | 0                            |                              |                              |        |
|  | B3          | Salto City  | 0                           |                      |                      |              |              | B1           | Bella Vista                  | 0                            |                              |                              |        |
|  |             |             |                             |                      |                      |              | A1           | Nacional     | 2                            |                              |                              |                              |        |
|  |             |             |                             |                      |                      |              | A1           | Nacional     | 2                            |                              |                              |                              |        |

### Finale
|                                    |                                                                     |                                     |                         |                                                                         |
| 15 december 2012 18:30 uur (UTC−3) | CA Cerro                                                            | 5 - 1                               | Montevideo Wanderers FC | Estadio Charrúa, Montevideo Scheidsrechter: Claudia Umpiérrez (Uruguay) |
| 15 december 2012 18:30 uur (UTC−3) | Dufau 22' S. Olivera 2-1 (pen.), 3-1' Almirón 62' (pen.) Bonora 72' | Verslag (Mundo del Fútbol Femenino) | 28' Martirena           | Estadio Charrúa, Montevideo Scheidsrechter: Claudia Umpiérrez (Uruguay) |

| Winnaar Primera División 2012 |
| ----------------------------- |
| CA Cerro 1e titel             |

1997 · 1998 · 1999 · 2000 · 2001 · 2002 · 2003 · 2004 · 2005 · 2006 · 2007 · 2008 · 2009 · 2010 · 2011 · 2012 · 2013 · 2014 · 2015 · 2016 · 2017 · 2018 · 2019 · 2020 · 2021